# أوي شونكر
أوي شونكر (بالألمانية: Uwe Schwenker) (24 مارس 1959 في ألمانيا - ) هو لاعب كرة يد ألماني. شارك في الألعاب الأولمبية الصيفية 1984. ولعب مع نادي كيل لكرة اليد.

## وصلات خارجية
- أوي شونكر على موقع نادي كيل لكرة اليد (الألمانية)
- أوي شونكر على موقع أوليمبيديا (الإنجليزية)